# Entedon oxys
Entedon oxys är en stekelart som beskrevs av Askew 1991. Entedon oxys ingår i släktet Entedon och familjen finglanssteklar.
Artens utbredningsområde är:
- Tyskland.
- Spanien.

Inga underarter finns listade i Catalogue of Life.